# Kölner Gymnasial- und Stiftungsfonds
Der Kölner Gymnasial- und Stiftungsfonds wurde im Jahr 1800 als Stiftungsverwaltung für zahlreiche einzelne Stiftungen in Köln gegründet. Stifterinnen, Stifter und Förderer können hier ihre eigene Stiftung mit dem Zweck der Bildungsförderung gründen und verwalten lassen. Die Stiftungen des Kölner Gymnasial- und Stiftungsfonds fördern die Bildung junger Menschen in der gesamten Bundesrepublik. Die älteste vom Kölner Gymnasial- und Stiftungsfonds verwaltete Stiftung stammt aus dem Jahr 1422, die jüngste aus dem Jahr 2024.

## Zweck und Rechtsstellung
Der Kölner Gymnasial- und Stiftungsfonds verwaltet heute das Stiftungsvermögen von 313 Stiftungen (Stand 2025) sowie historisches Schulvermögen. Aus den Erträgen dieses Stiftungs- und Schulvermögens finanziert er Stipendien, Förderprogramme und Förderprojekte. Die Stiftungen des Kölner Gymnasial- und Stiftungsfonds fördern junge Menschen während ihrer Ausbildung an weiterführenden Schulen, Hochschulen und Universitäten. Begabte sowie sozial und gesellschaftlich engagierte junge Menschen werden finanziell und ideell unterstützt. Zudem bezuschusst der Kölner Gymnasial- und Stiftungsfonds ausgewählte Projekte zur Förderung von Schülerinnen und Schülern mit besonderem Förderungsbedarf. Die Schüler- und Studienförderung des Kölner Gymnasial- und Stiftungsfonds finanziert sich ausschließlich aus Stiftungsmitteln privater Herkunft und ist damit einzigartig in Deutschland.
Der Kölner Gymnasial- und Stiftungsfonds ist eine rechtsfähige Stiftung des öffentlichen Rechts mit Satzung des Kultusministeriums vom 8. Dezember 1964. Er verfolgt ausschließlich und unmittelbar gemeinnützige Zwecke.

## Stipendienvergabe
Schwerpunkt der Bildungsförderung des Kölner Gymnasial- und Stiftungsfonds ist die Vergabe individueller Stipendien an Schülerinnen, Schüler und Studierende. Es besteht keine spätere Rückzahlungsverpflichtung. Die Höhe eines Stipendiums bemisst sich an der jeweiligen sozialen und finanziellen Situation einer Bewerberin / eines Bewerbers und wird in Form eines Zuschusses zu den Ausbildungs- und Lebenshaltungskosten ausgezahlt. Jährlich werden rund 800 Studierende sowie Schülerinnen und Schüler mit Stipendien finanziell unterstützt. Hinzu kommt die Vergabe von Stipendien an Nachkommen der 90 Familienstiftungen.
Die finanzielle Unterstützung wird durch die ideelle Förderung in Form eines Bildungs- und Mentoringprogramms ergänzt. Das Bildungsprogramm bietet Studierenden die Möglichkeit, sich in Seminaren und Workshops zu studien- sowie berufsrelevanten Themen fortzubilden. Das Mentoringprogramm hingegen ist ein Instrument zur Persönlichkeitsentwicklung und individuellen Karriereplanung der Geförderten. Es geht hierbei um den Erfahrungsaustausch und persönlichen Kontakt zwischen Alumnus und Stipendiatin / Stipendiat des Kölner Gymnasial- und Stiftungsfonds.

## Förderprogramme
Der Kölner Gymnasial- und Stiftungsfonds unterstützt verschiedene Programme zur Förderung von Schülerinnen und Schülern mit besonderem Förderungsbedarf.

### PlanBildung
Das Förderprogramm PlanBildung (ehemals "Einsteigen – Aufsteigen!") richtet sich an Jugendliche mit schulischen und sozialen Problemen, die dabei unterstützt werden, ihre Leistungen zu verbessern und den bestmöglichen Schulabschluss zu erlangen bzw. einen Ausbildungsplatz zu finden. Kern des Förderprogramms ist das individuelle Schülercoaching durch Pädagoginnen und Pädagogen. Im Mittelpunkt ihrer pädagogischen Tätigkeit steht die Anleitung der Schülerinnen und Schüler zu eigenständigem Lernen und zur Selbständigkeit, durch die ein erfolgreiches Bestehen in der Gesellschaft ermöglicht wird. Die engagierten Pädagogen vermitteln zwischen Schule, Elternhaus und sozialem Umfeld der Jugendlichen und bieten ihnen eine feste Anlaufstelle.

### Kooperation Betrieb Schule
Das Förderprogramm Kooperation Betrieb Schule ist eine Kooperation zwischen vier Kölner Berufskollegs, verschiedenen Unternehmen der Region und dem Kölner Gymnasial- und Stiftungsfonds. Es handelt sich um eine Maßnahme zur Ausbildungs- und Berufsvorbereitung für Jugendliche und junge Erwachsene ohne Schulabschluss. Die Teilnehmenden verbringen ein Jahr lang drei Tage in der Woche in einem handwerklichen oder industriellen Betrieb, um praktische Erfahrungen sammeln zu können. An den übrigen beiden Werktagen findet Unterricht an den Berufsschulen statt. Ziel des kooperativen Praktikums ist die Übernahme in ein Ausbildungs- oder Arbeitsverhältnis und eine persönliche Stabilisierung der Jugendlichen.

## Begleitung von Stiftungsgründungen
Der Kölner Gymnasial- und Stiftungsfonds ist eine Dachorganisation für derzeit über 300 Bildungsstiftungen. Seit über 200 Jahren gründen hier private Stifterinnen und Stifter eigene, rechtlich unselbstständige Stiftungen. Jede Stiftung trägt den Namen ihrer Stifterin / ihres Stifters und hat eine eigene Stiftungssatzung mit individuell ausgestaltetem Stiftungszweck. Stifter können verschiedenste Vermögensanlagen, wie z. B. landwirtschaftliche Flächen, Immobilien und Wertpapiere, in die Stiftung einbringen. Der Kölner Gymnasial- und Stiftungsfonds unterstützt während der Phase der Stiftungsgründung sowie bei der Entwicklung und konkreten Umsetzung eigener Förderideen und -projekte. So ist es z. B. möglich, aus den Erträgen der eigenen Stiftung bedürftige und begabte Schülerinnen und Schüler sowie Studierende durch Stipendien zu fördern, bereits bestehende Projekte zu unterstützen oder neue Förderprojekte anzustoßen. 

## Vermögensverwaltung
Das Vermögen des Kölner Gymnasial- und Stiftungsfonds besteht aus dem Gymnasialfonds, mit rund einem Drittel des Gesamtvermögens sowie historischem Schul- und Kulturvermögen, und dem Stiftungsfonds, der etwa zwei Drittel des Gesamtvermögens ausmacht und derzeit über 300 Stiftungen in sich vereint. Bei der Wahl geeigneter Vermögensanlagen wird berücksichtigt, dass sowohl das Stiftungsvermögen sicher im Wert erhalten bleibt als auch die Erträge maximiert werden. Das Vermögen der Stiftungen wird in unterschiedliche und breit gefächerte Anlageklassen investiert (50 % in landwirtschaftlichen Grundbesitz, 41 % in Immobilien, Erbbaurechte inkl. Grundbesitz, 9 % in Finanzanlagen).

## Geschichte
Die Geschichte des Kölner Gymnasial- und Stiftungsfonds als zentrale Verwaltung alter Kölner Studienstiftungen und historischen Schulvermögens beginnt im Jahr 1800, als unter der französischen Fremdherrschaft in Köln von 1794 bis 1814 auch das Verwaltungs- und Bildungswesen im Rheinland neu organisiert wurde. Die Geschichte der privaten Kölner Studienstiftungen beginnt allerdings schon etwa 400 Jahre zuvor mit der Gründung der ersten Stiftung 1422.

### 1388–1798: Die alte Universität zu Köln
Bald nach der Gründung der Kölner Universität im Jahr 1388 entstanden in Köln die ersten privaten Stiftungen. Ohne private Vermächtnisse wäre das Schul- und Universitätssystem in Köln auch gar nicht lebensfähig gewesen, da es nicht – wie andere Universitäten zur damaligen Zeit – von einem finanzkräftigen fürstlichen Landesherren finanziert wurde und deshalb von den Kölner Bürgern getragen werden musste. So entstanden in Köln drei aus privaten Mitteln geförderte Gymnasien, ursprünglich Bursen genannt: das Tricoronatum, das Montanum und das Laurentianum, die schnell zum festen Bestandteil der alten Universität wurden. Die drei Studienhäuser bildeten die Artistenfakultät, benannt nach den Sieben Freien Künsten, die dort gelehrt wurden und die auf die höheren Studien (Theologie, Jurisprudenz, Medizin) an der Universität vorbereiten sollten. Das Tricoronatum, das Montanum und das Laurentianum bildeten somit eine Art Eingangsfakultät für die Kölner Universität. Durch Vermächtnisse und Stiftungen förderten Geistliche, vermögende Bürger sowie Regenten und Lehrer der besagten Gymnasien und der alten Universität die drei Unterrichtsanstalten und damit das Kölner Studienwesen. Im Jahr 1422 gründete der Mainzer Arzt Johann Wesebeder die erste solcher Studienstiftungen an der alten Universität Köln, und bis zu deren Auflösung im Jahr 1798 folgten über 160 Personen seinem Beispiel. Begünstigte waren meist Familiennachkommen oder begabte und bedürftige junge Männer aus dem Heimatort des jeweiligen Stifters. Verwaltet wurden die privaten Stiftungen von den jeweiligen Regenten der Kölner Gymnasien.

### 1794–1814: Französische Herrschaft
Die napoleonischen Kriege brachten für das Bildungs- und Stiftungswesen in Köln grundlegende Veränderungen mit sich. Im Oktober 1794 besetzten französische Truppen die freie Reichsstadt Köln. Nachdem das Rheinland durch die französischen Revolutionstruppen besetzt worden war, wurde die Bildungslandschaft komplett umstrukturiert: Die alte Kölner Universität und die Kölner Gymnasien Tricoronatum, Montanum und Laurentianum wurden im Jahr 1798 aufgelöst. Bei der Auflösung dieser Unterrichtsanstalten und der Entlassung der Regenten, die bis dahin ja die Studienstiftungen verwaltet hatten, fiel das Schul- und Stiftungsvermögen zunächst dem Staat zu. Es wurde eine Zentralschule gegründet, zu deren Finanzierung man das umfangreiche Stiftungs- und Schulvermögen der alten Einrichtungen verwendete. Statt der früheren Regenten übernahmen nun die Professoren der Zentralschule die Verwaltung des Schul- und Stiftungsvermögens. Da diese Professoren-Verwaltung mit der ihr gestellten Aufgabe offensichtlich überlastet war, wurde sie nach zwei Jahren von ihrer Verwaltungsfunktion entbunden und durch eine fünfköpfige Kommission aus Kölner Geschäftsleuten und Verwaltungsjuristen ersetzt. Dieser vom zuständigen Präfekten ernannten Kommission wurde die Aufgabe übertragen, die Verwaltung unentgeltlich und unter staatlicher Aufsicht zu führen.
Diese am 20. Juli 1800 erfolgte Einsetzung der Kommission versteht der Kölner Gymnasial- und Stiftungsfonds als Geburtsstunde seiner heutigen Verwaltungstätigkeit. Durch das von Kaiser Napoleon I. erlassene „Brumaire-Dekret“ von 1805 fand dieses Verwaltungsgebilde seine offizielle Bestätigung. Durch das Dekret wurde der so entstandenen zentralen Stiftungsverwaltung vermögensrechtliche Autonomie und somit die Eigenschaft einer juristischen Person zugesprochen.

### Der Gymnasial- und der Stiftungsfonds
Im Zuge der Schaffung einer neuen Stiftungsverwaltung wurde das Schul- und Stiftungsvermögen in zwei Fonds unterteilt, zum einen den Schulfonds – später Gymnasialfonds genannt – mit dem Vermögen der alten Gymnasien einschließlich ihrer Kunst- und Kulturgüter, zum anderen den Stiftungsfonds mit allen Studien- und Familienstiftungen. Aus dem Gymnasialfonds werden heute die ehemals katholischen Kölner Gymnasien, das Apostel- und das Dreikönigsgymnasium, gefördert. Die Erträge fließen zum Teil direkt an das Schulministerium des Landes Nordrhein-Westfalen, das Schulträger der beiden Gymnasien war. Die Kunst- und Kulturgüter der alten Gymnasien, das „Physikalische Kabinett“, die „Graphische Sammlung“ und die „Gymnasialbibliothek“, befinden sich heute als Dauerleihgaben im Kölnischen Stadtmuseum, im Wallraf-Richartz-Museum & Fondation Corboud in Köln und in der Universitäts- und Stadtbibliothek Köln. Der Stiftungsfonds verwaltet heute über 300 rechtlich unselbstständige Bildungsstiftungen. Aus diesem Fonds werden Stipendien an Schülerinnen, Schüler und Studierende vergeben und Förderprojekte finanziert. Der Stiftungsfonds ist auf Zuwachs angelegt: Hier können Stifterinnen und Stifter eine persönlich auf sie zugeschnittene Förderstiftung für die Bildung junger Menschen gründen und verwalten lassen.

### 1814–1918: Preußische Herrschaft
Mit dem Wiener Kongress 1815 wurde das Rheinland Teil des Königreichs Preußen. Damit begann auch in Köln die preußische Regierungszeit. Trotz der unsteten Herrschaftsverhältnisse konnte der Schul- und Stiftungsfonds in Köln seine Arbeit im Wesentlichen über 50 Jahre unverändert fortführen. Erst durch einen „Allerhöchsten Erlass“ erhielt die Stiftungsverwaltung im Jahr 1868 eine zeitgemäße, gesetzlich verankerte Rechtsgrundlage.
Mit dem Jahr 1822 setzte eine neue Stiftungsgründungsperiode ein, die nach dem Ersten Weltkrieg allerdings jäh endete. Genau 100 Studienstiftungen wurden in diesem rund 100 Jahre währenden Zeitraum ins Leben gerufen. Die Stiftungen aus dieser Zeit waren nicht mehr vorrangig lokal gebunden, und Empfänger eines Stipendiums konnten nun Schülerinnen, Schüler und Studierende an allen deutschen Universitäten sein.

### 1933–1945: Nationalsozialismus
Während der NS-Zeit erfuhren die bisherigen Grundsätze der Stiftungsverwaltung beträchtliche Beschneidungen. Ab 1937 übernahm das NS-Regime die Rechte der Schulträgerschaft sowie auch die bis dato dem Kölner Gymnasial- und Stiftungsfonds obliegende Schulverwaltung. Von 1939 an wurde dem Gymnasialfonds die Gymnasialkasse entzogen und der Regierungshauptkasse zugeordnet sowie das Recht der Schulgeldeinziehung abgesprochen. Der nationalsozialistischen Weltanschauung missfiel vor allem, dass Erträge der Stiftungen unter anderem der Ausbildung von Theologen und Geistlichen zugutekamen. Konfessionell ausgerichtetes Bildungswesen wurde als Konkurrenz zur herrschenden Staatsideologie eingestuft und besonders beargwöhnt.
Im Verlauf des Zweiten Weltkriegs wurde der „Allerhöchste Erlass“ von 1868 durch eine im August 1942 erlassene neue Satzung aufgehoben. Die Satzungsänderung hatte zur Folge, dass Unterhaltszuschüsse ausschließlich an Bewerber „deutschen oder artverwandten Blutes“ gezahlt werden durften. Gleichzeitig zu dieser Satzungsänderung benannte man den Gymnasial- und Stiftungsfonds in Schul- und Stipendienstiftung um. Den zuständigen Verwaltungsrat hatte man schon vorher teilweise mit ideologisch willfährigen Mitgliedern neu besetzt.

### Nachkriegszeit
Seit 1951 trägt der Kölner Gymnasial- und Stiftungsfonds wieder seinen alten, durch das NS-Regime zeitweise geänderten Namen. Bei einem Fliegerangriff im Jahr 1944 wurden die Geschäftsräume am Gereonshof unwiederbringlich zerstört. Im Oktober 1958 bekam der Kölner Gymnasial- und Stiftungsfonds mit einem teilkriegszerstörten und nach Erwerb wiederhergestellten Gebäude am Stadtwaldgürtel den bis heute genutzten Geschäftssitz. Derzeit werden unter dem Dach des Kölner Gymnasial- und Stiftungsfonds 308 Stiftungen verwaltet.